# Danh sách kênh truyền hình phát sóng giải vô địch bóng đá châu Âu 2016
UEFA Euro 2016 là giải bóng đá đã được diễn ra ở Pháp từ ngày 10 tháng 6 đến ngày 10 tháng 7 năm 2016 với sự tham gia của 24 đội tuyển đến từ các quốc gia trực thuộc Liên đoàn Bóng đá Châu Âu (UEFA). Giải đấu được phát sóng qua truyền hình trên toàn thế giới.